# 曙はる
曙 はる（あけぼの はる、2月24日 - ）は、日本の4コマ漫画家。東京都葛飾区在住。女性。血液型はB型。主に芳文社発行の4コマ漫画誌に作品を発表している。

## 経歴・概要
高校時代同業の漫画家であるむんこと3年間同じクラスで曙が漫画研究部部長、むんこが副部長であった。
高校在学中から同人活動を行っており、初期は高田裕三の『3×3 EYES』等の同人活動をしていた。就職活動で一時同人活動を中断したものの、活動再開後は『エヴァンゲリオン』の同人活動をしていた。
2000年頃までは個人サークル「Monkey's taste」、2001年頃よりむんことの合同サークル「さるばな」での同人活動を経て、第55回小学館新人コミック大賞に「合縁奇縁」で入選し同社の女性向け漫画雑誌『flowers』2005年3月号で同作にてデビュー。
公式にはこれがデビュー作となっているが、それ以前に1994年から1995年頃にかけて竹書房の『コミックガンマ』にて高田裕三の作品「碧奇魂ブルーシード」のパロディ4コマのコーナーにて連載を持っていた。
2010年3月発売分の芳文社『まんがタイムスペシャル』5月号では『ベツ×バラ』にて表紙および巻頭カラーを担当。
ペンネームの由来は、本名の一部分である「はる」と清少納言の枕草子の一文から連想したものを合わせたものとのこと。
漫画における過激な性的描写を制限する事を目的とした東京都の東京都青少年健全育成条例改正案に対しては、反対の意思を示しており、反対意思の陳情書を都議会議員に提出している。

## 作品リスト

### 連載作品
- キラキラ☆アキラ（芳文社、『まんがタイムファミリー』2007年7月号 - 2011年6月号） - 2011年6月号は「特別編」
- ベツ×バラ（芳文社、『まんがタイムスペシャル』2008年5月号 - 2012年10月号） - 2012年6月号以後は後日談「その後のベツ×バラ」
- まつりごよみ（竹書房、『まんがライフオリジナル』2012年11月号 - 2013年1月号ゲスト・6月号 - 2014年11月号）
- ももいろ人魚（講談社、『デザート』2013年10月号 - 2018年7月号）
- やんごとなき舞姫〜貴方のリズムに溺れさせて〜（講談社、『姉フレンド』2021年55号[8] - 2022年67号[9][10]）

### 主な読みきり及び短期連載作品
- さるばな（『まんがライフセレクション』むんこスペシャル、竹書房、2006年5月号）
- 思いたったが日吉くん（『まんがライフ』、竹書房、2008年1月号）
- fairy land〜ももこといっしょ〜（『まんがホーム』、芳文社、2008年5、6月号）
- お兄ちゃんのみかた!（『まんがホーム』、芳文社、2009年7、9月号）

### 漫画関連の仕事
- 『flowers』占いコーナーの挿絵を担当（小学館） 2008年1月号 - 2008年12月号

### その他
- アニメ僕らはみんな河合荘 第10話エンドカード

## 書籍情報
- 妹本（むんことの共著、芳文社）2008年6月22日発行（同年6月7日発売）、ISBN 978-4-8322-6644-5
- キラキラ☆アキラ
  1. 2008年10月22日発行（同年10月7日発売）、ISBN 978-4-8322-6680-3
  2. 2009年12月22日発行（同年12月7日発売）、ISBN 978-4-8322-6802-9
  3. 2011年4月22日発行（同年4月7日発売）、ISBN 978-4-8322-6954-5
- ベツ×バラ
  1. 2009年10月22日発行（同年10月7日発売）、ISBN 978-4-8322-6784-8
  2. 2011年2月22日発行（同年2月7日発売）、ISBN 978-4-8322-6934-7
  3. 2012年5月22日発行（同年5月7日発売）、ISBN 978-4-8322-5075-8
- ももいろ人魚
  1. 2014年11月13日発売、ISBN 978-4-06-365793-7
  2. 2015年12月11日発売、ISBN 978-4-06-365847-7
  3. 2018年8月9日発売、ISBN 978-4-06-512520-5